# Óli Poulsen
Óli Poulsen (født i 1963 på Færøerne) er en færøsk producent, musiker, arrangør og tekniker. Han flyttede til Danmark i 1987.
Óli Poulsen har blandt andet produceret plader for: 
- Hanne Boel
- Michael Learns to Rock
- Sanne Salomonsen
- Lars H.U.G
- Sissel Kyrkjebø
- Palle Mikkelborg
- Niels-Henning Ørsted Pedersen
- Julie
- Jennifer Rush
- Jon
- Grace Jones
- Dodo & The Dodos
- Maria Lucia
- Stig Rossen
- Big Fat Snake
- Johnny Logan
- Tamra Rosanes
- Yellowbellies
- Savage Affair
- Georgia Satellites
- Me, She & Her
- Lena Anderssen
- Russ Taff
- Brinck

Han har endvidere mikset, remikset og medvirket som musiker for blandt andet: 
- Savage Rose
- Laid Back
- MC Einar
- Søs Fenger
- Ivan Pedersen
- News
- Roxette
- Prince
- Living Color
- Massive Attack
- Smokie
- Shu-bi-dua
- Suzi Quatro
- Michael Ruff
- Cut'N'Move
- Anne Dorthe Michelsen
- Ester Brohus
- Love Shop
- Sebastian

## Eksterne links
- Oli Poulsen – Officiel website

- Artiklen har ingen egenskaber for musikdatabaser i Wikidata